# 담양 송강집 및 기암집 목판
담양 송강집 및 기암집 목판(潭陽 松江集 및 畸庵集 木板)은 대한민국 전라남도 담양군에 있는 조선시대 선조 때의 학자인 송강 정철(1536∼1593)과 그의 아들 기암 정홍명(1592∼1650)의 문집을 새긴 목판이다. 1999년 7월 5일 전라남도의 유형문화재 제211호로 지정되었다.

## 개요
조선 선조 때의 학자인 송강 정철(1536∼1593)과 그의 아들 기암 정홍명(1592∼1650)의 문집을 새긴 목판이다.
정철은 명종 16년(1561) 26살의 나이로 진사시 1등을 하였고, 이듬해 문과에서 장원으로 급제하였다. 사헌부지평, 좌랑, 전라도 암행어사와 여러 도의 관찰사를 지냈다. 그는 우리나라 시조와 가사문학의 대가로, 「관동별곡」과 「훈민가」를 시작으로하여 「사미인곡」, 「속미인곡」, 「성산별곡」 등 4편의 가사와 수많은 시조를 남겼다. 그가 죽은 후 전국의 여러 서원에 그의 위패가 모셔졌으며, 시호는 ‘문청’이다.
정홍명은 김장생의 문하에서 공부를 하기 시작하여 광해군 8년(1616) 문과에 급제, 승문원에 보임되었으나 반대파들의 모함으로 고향으로 돌아가 책읽기와 후진을 양성하는 일에 힘썼다. 그후 다시 벼슬길에 올라 사간원정언, 병조참지, 대사성 등을 지냈고, 김제군수로 있을 때는 선정을 베풀었다. 그가 죽은 후 좌의정에 추증되었고, 시호는 ‘문정’이다.
『송강집』의 목판은 고종 31년(1894)에 새긴 것으로 330매이다. 원래 있던 목판은 불에 타서 없어지고 다시 새긴 것이지만 보존상태가 좋으며, 송강 정철의 행적을 알 수 있어 자료가치가 크다.
『기암집』의 목판은 숙종 10년(1684)에 새긴 것으로 250매이다. 연대가 오래 되고 보존상태가 좋은 편이다. 현재 연일 정씨 문중에서 소장하고 있다.

## 참고 문헌
- 담양송강집및기암집목판 - 국가유산청 국가유산포털